# Évelyne Viens
Évelyne Viens (L'Ancienne-Lorette, 6 de fevereiro de 1997) é uma futebolista canadense que atua como atacante. Atualmente joga pelo Kristianstads DFF.

## Carreira
Viens jogou pelo time de futebol feminino USF Bulls de 2016 a 2019, onde se tornou a maior artilheira de todos os tempos da equipe com 73 gols e foi nomeada para a equipe All-American da NCAA três vezes. Ela marcou seu primeiro gol universitário em 25 de agosto de 2016 contra o Kentucky. Em 2018 e 2019, ela jogou pelo Dynamo de Quebec na Première Ligue de soccer du Québec.

## Títulos
Dynamo de Quebec
- Première Ligue de soccer du Québec: 2018

Canadá
- Jogos Olímpicos: 2020 (medalha de ouro)